# Veilchenholz

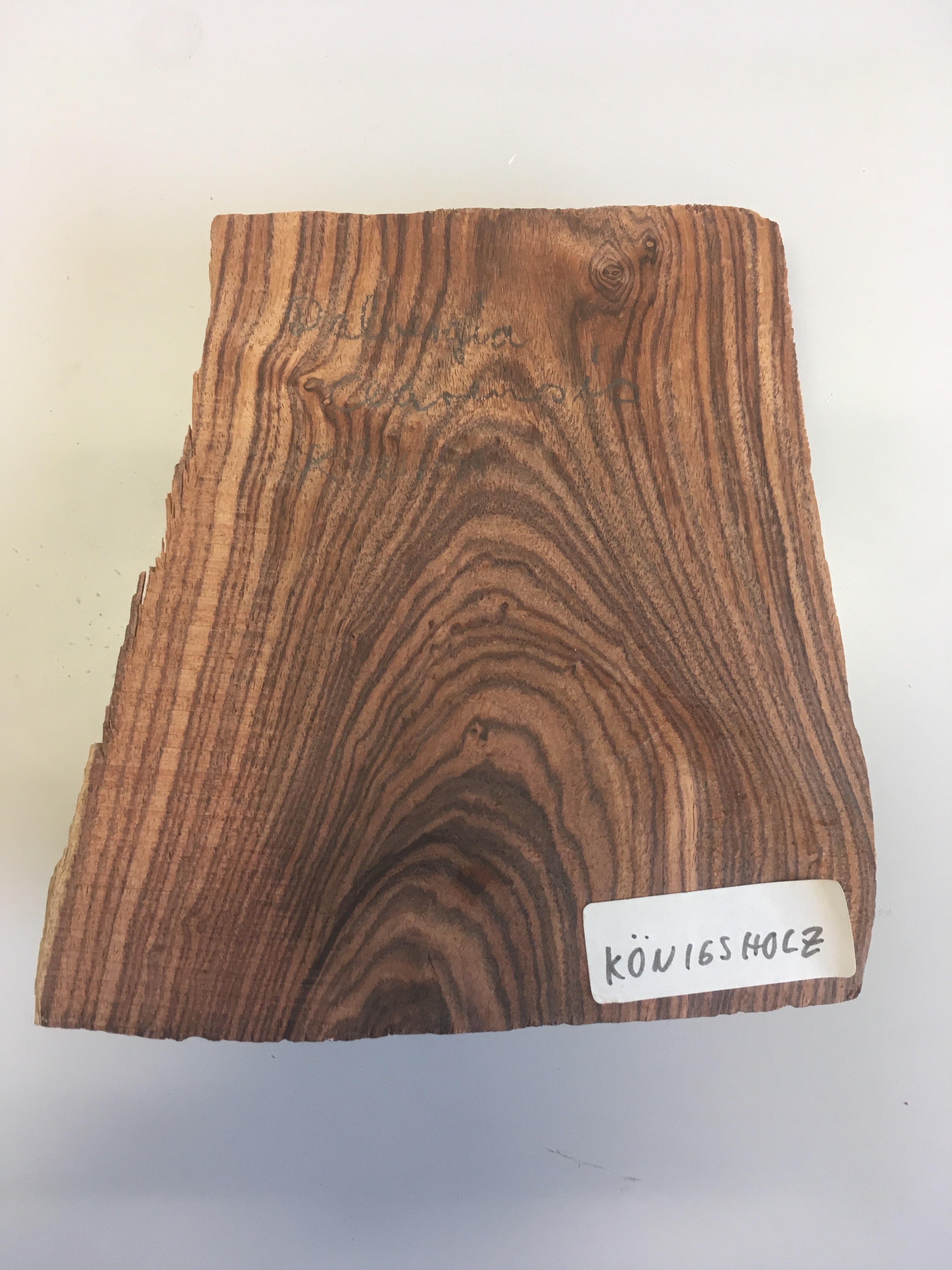
Königsholz von
Dalbergia cearensis

Veilchenholz, auch Königsholz genannt, ist eine Holzart von Dalbergia cearensis, einem Baum aus der Gattung der Dalbergien (Dalbergia).

## Herkunft und Eigenschaften
Unter der Bezeichnung Veilchenholz oder Königsholz wird in Deutschland Holz der Palisanderart Dalbergia cearensis gehandelt. Das Holz, Edelholz, hat eine violette Farbe mit schwarzen Streifen.
Es kommt aus Brasilien und vereinzelt auch aus Mexiko. Der Baum wird bis zu 15 m hoch und 40 cm im Durchmesser. Das Holz ist hart, schwer, wenig elastisch und leicht spaltbar. Es lässt sich trotz seiner Härte gut bearbeiten, sauber drehen und auch messern. Gehobelte Flächen sind glatt und lassen sich gut leimen und polieren.

## Technische Daten
- Raumgewicht: 0,9–1,05 g/cm³
- Zugfestigkeit: k. A. N/mm²
- Druckfestigkeit: 60–80 N/mm²
- Biegefestigkeit: 100–150 N/mm²
- Härte nach Brinell bei 12 % Feuchtigkeit: H BII = k. A. N/mm², H BI = k. A. N/mm²

## Sprachliche Verwechslungen
Um 1900 nannte man so auch das tiefbraune, nach Veilchenwurzel duftende Holz der südaustralischen Acacia homalophylla (Victoria Myall).